# Marcanti College

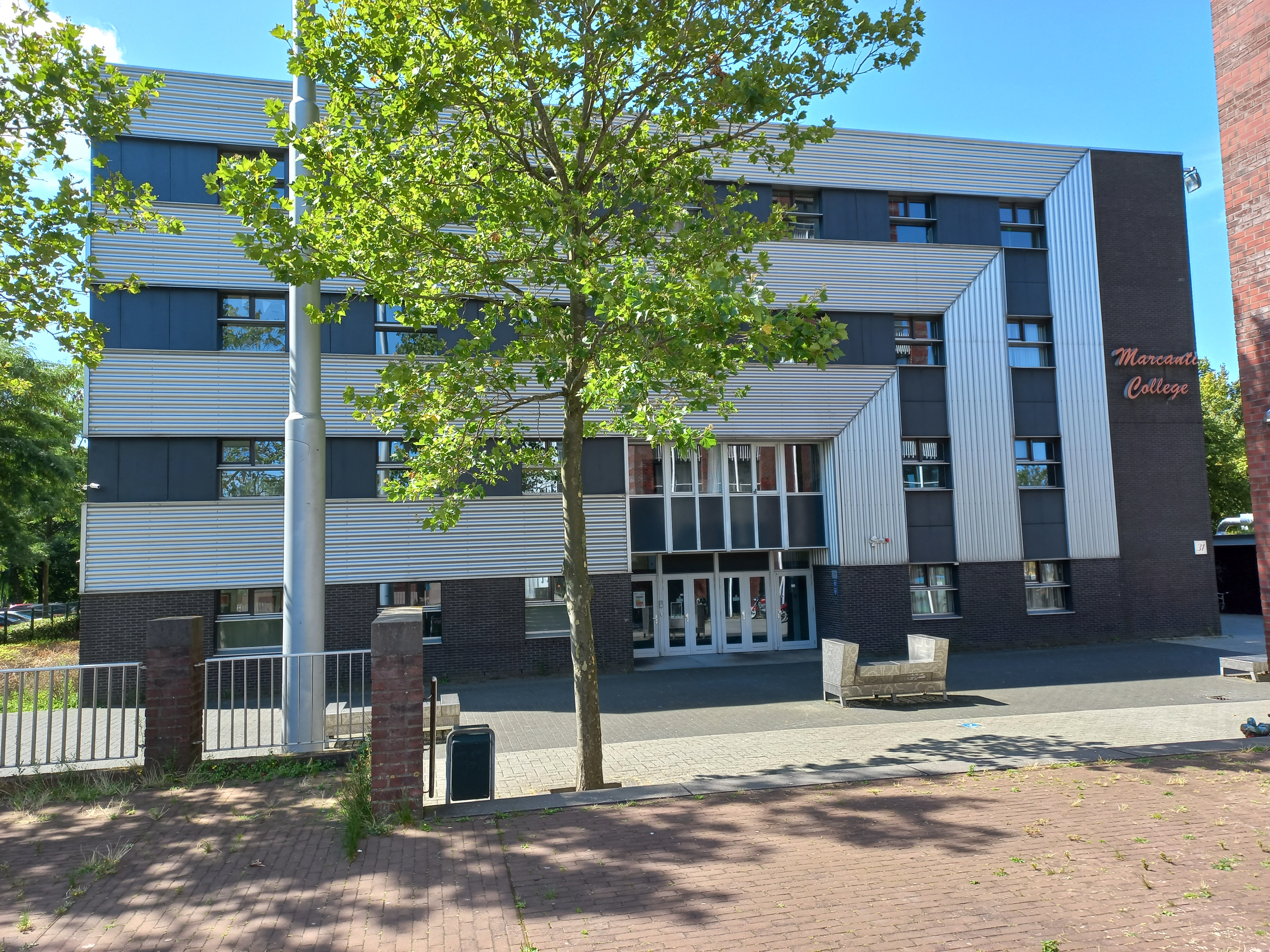
Voorgevel van het Marcanti College (augustus 2023)

Het Marcanti College is een middelbare school in Amsterdam-West. 

## Gebouw
Het terrein waar het gebouw op gebouwd is vormde tot in de jaren zeventig een onbestemd terrein tegenover de Centrale Markthallen aan de Jan van Galenstraat. Het terrein werd voor allerlei doeleinden gebruikt waaronder kermis en circus. Begin jaren tachtig sloeg stadsverdichting hier toe en er kwam een woonwijk naar een plattegrond en ontwerp van Sier van Rhijn. De wijk kon niet afgebouwd worden in verband met een noodschool en sportzaal. Toen die afgebroken konden worden werd aan stedenbouwkundige Sjoerd Soeters gevraagd de open ruimte op te vullen. Hij kwam met wat even later bekend zou worden als De Piramides met een parkeergarage (plek noodschool) en dit schoolgebouw (plek sportveld); de realisatie duurde van 2000 tot 2006. Soeters eerde met de verdere invulling van het terrein Van Rhijn, door voort te borduren op diens werk. Soeters maakte een eigen variant van Van Rhijns werk, een getrapt schoolgebouw dat zich om een atrium heeft ontwikkeld. Door deze manier paste het binnen de blokstructuur en symmetrie van de wijk uit de koker van Van Rhijn.

## School
Ze maakt deel uit van de Esprit Scholen en biedt opleidingen aan binnen:
- Basisberoepsgerichte leerweg (vmbo basis)
- Kaderberoepsgerichte leerweg (vmbo kader)
- Theoretische leerweg met een eventuele overstap naar
- Hoger algemeen voortgezet onderwijs (havo).

Het Marcanti College is voorts een opleidingsschool binnen de organisatie van de Hogeschool van Amsterdam. Studentleraren kunnen er praktijk opdoen richting het leraarschap.

## Naam
In 1986 komt een fusiegolf binnen het mavo-onderwijs op gang in Amsterdam. Uit een aantal scholen komt de Scholengemeenschap Centrum/Oud-West tot stand. Niet veel later duikt de naam Marcanti College voor het eerst op als samenvoeging van De Nassau (mavo), Daniel Goedkoop (mavo), Van Houweningen (mavo) en Zocherstraat (havo). Vanuit het gebouw aan de Jan van Galenstraat 31 worden allerlei middelbare schoolopleidingen gegeven waaronder havo, mavo en leao. De naam verwijst dan nog naar het Marcanti-eiland waarop het nieuwe complex werd gebouwd, maar die gebiedsaanduiding zou nooit gangbaar worden. Het terrein werd bekend als Kop van Jut en ligt tegenover Marcanti Plaza hetgeen weer verwijst naar de Markt Cantine van de Centrale Markthallen. De enige straat op het “eiland” heet Marcantilaan. Het schoolgebouw verrees eerst op de as van het driehoekige terrein, waarnaast ook een sportaangelegenheid werd geplaatst. Dit maakte vanaf 2000 dus plaats voor nieuwbouw van Soeters.